# Miconia ligustrina
Miconia ligustrina är en tvåhjärtbladig växtart som först beskrevs av James Edward Smith, och fick sitt nu gällande namn av José Jéronimo Triana. Miconia ligustrina ingår i släktet Miconia och familjen Melastomataceae. Inga underarter finns listade i Catalogue of Life.